# Allen Klein
Allen Klein (Newark, 18 dicembre 1931 – New York, 4 luglio 2009) è stato un imprenditore statunitense.
Noto soprattutto per essere stato il manager dei Rolling Stones e dei Beatles (sul finire di carriera), il suo ruolo nei confronti degli affari di questi suoi clienti più celebri fu spesso causa di polemiche e conseguenti cause legali.

## Biografia e carriera
Allen Klein nacque a Newark, nel New Jersey, figlio di immigrati ebrei ungheresi provenienti da Budapest. Suo padre faceva il macellaio, e la madre morì prima del compimento del suo primo anno d'età. Da ragazzo, svolse diversi lavori frequentando anche le scuole serali. Nel 1956 si diplomò all'Upsala College di East Orange, New Jersey.
Nel 1957 iniziò la sua carriera nel mondo degli affari, mettendosi in società con la moglie Betty. Scelse di dedicarsi al music business, e nell'industria del settore cominciò ben presto a godere fama di persona volitiva e risoluta, che non lesinava il ricorso ad un linguaggio verbale anche violento, al limite dell'intimidazione, nell'atto di perseguire i suoi scopi.

### Sam Cooke
Klein divenne il manager del celebre cantante soul Sam Cooke, e nel 1963 prese il controllo totale di ogni aspetto della carriera del cantante. Klein riuscì ad ottenere per il suo cliente un accordo senza precedenti: Cooke diede vita alla sua propria etichetta personale, la Tracey Records (le cui uscite sarebbero state distribuite dalla RCA Records), che sarebbe restata proprietaria di tutte le future registrazioni dell'artista, dei proventi dei concerti, e del 10% di tutti i ricavi dei suoi dischi, passati e futuri.

### The Rolling Stones

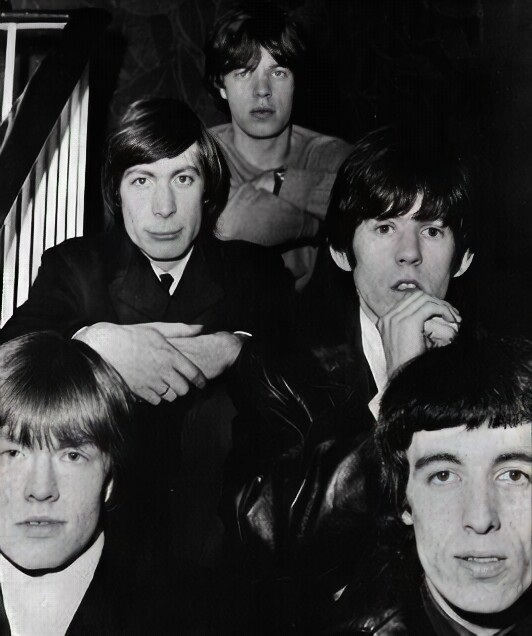
I Rolling Stones nel 1965

Nel 1965, Klein divenne il manager dei Rolling Stones prendendo il testimone da Andrew Loog Oldham, che rimase in qualità di produttore del gruppo fino alla fine del 1967. Mick Jagger, che aveva studiato alla London School of Economics, era rimasto talmente impressionato dalle doti di businessman di Klein da arrivare a raccomandarlo personalmente a Paul McCartney. Non molto tempo dopo, Jagger ebbe modo di ricredersi iniziando a dubitare della lealtà del nuovo manager. Nel 1970 gli Stones decisero di licenziare Klein, e di curare da soli il proprio management. Tuttavia, Klein si era già assicurato con successo la proprietà dei diritti di tutte le canzoni dei Rolling Stones precedenti al 1971, quando ancora erano sotto contratto con la Decca Records. Per far questo Klein aveva messo in piedi una compagnia fittizia negli Stati Uniti chiamata "Nanker Phelge USA" convincendo la band a concedere i diritti sul materiale alla suddetta società per motivi fiscali.
I membri della band furono tratti in inganno dal fatto che, avendo già ognuno di loro una quota nella società inglese "Nanker Phelge Music", la "Nanker Phelge USA" fosse la medesima società di cui erano soci ma in versione statunitense. Così invece non era, essendo la Nanker Phelge USA sotto l'assoluto controllo di Klein. A causa di questo "inganno" contrattuale il gruppo intentò a Klein una battaglia legale durata ben diciassette anni. Keith Richards in seguito descrisse l'episodio come "il prezzo da pagare per l'inesperienza dimostrata". La casa editrice ABKCO Records di Klein pubblicò anche una raccolta semi-bootleg degli Stones, Metamorphosis, mai autorizzata dai membri della band, ma comunque tuttora in catalogo. Negli anni successivi Klein sfruttò al massimo il catalogo degli Stones pre-1971 immettendo sul mercato un profluvio di raccolte e compilation varie, come Hot Rocks 1964-1971, More Hot Rocks (Big Hits & Fazed Cookies), Singles Collection: The London Years, Singles 1963–1965, Singles 1965–1967, Singles 1968–1971, ecc...

### ABKCO Industries
La Cameo Records si era formata nel 1956 mentre la Parkway, una società sussidiaria, la seguì nel 1958. Le due compagnie avevano sede a Filadelfia e si specializzarono nella musica pop per adolescenti. Nel 1967, Klein le acquisì entrambe, insieme ai diritti sulle composizioni di The Animals, Herman's Hermits, Bobby Rydell, ? and the Mysterians, e Chubby Checker.
La ABKCO venne fondata da Klein nel 1968 come società coinvolta in molteplici attività: management, music publishing, film, TV e produzioni teatrali. L'acronimo della denominazione societaria stava per "Allen & Betty Klein and COmpany", anche se Klein spesso scherzò sul fatto che stesse in realtà per "A Better Kind of COmpany". Inglobando il materiale acquisito con la Cameo-Parkway Records, ed unendolo alle canzoni dei Rolling Stones, la compagnia si rivelò ben presto molto competitiva sul mercato dell'epoca.
L'etichetta è stata spesso criticata dai fan per le sue dubbie scelte commerciali, come l'aver tenuto in stand-by il catalogo delle incisioni originali della Cameo-Parkway fino al 2005, rendendo i vecchi dischi introvabili.

### The Beatles
Durante le riprese del Rock and Roll Circus, Klein e John Lennon si incontrarono casualmente, senza però discutere d'affari. A seguito della morte di Brian Epstein nel 1967, i Beatles erano rimasti senza manager, e il ruolo era stato momentaneamente assunto da Paul McCartney che aveva cercato in tutti i modi di far proseguire il gruppo nel miglior modo possibile. Senza però una particolare formazione in tal senso, e dopo i flop del film Magical Mystery Tour e della boutique Apple, i Beatles iniziarono a perdere sempre più denaro.
Nel 1969, la Apple Corps era quasi sull'orlo della bancarotta, e divenne lampante che ci volesse un professionista per salvare il salvabile. Furono presi in considerazione diversi nomi, inclusi Lord Beeching e il suocero di McCartney, l'avvocato Lee Eastman, padre di Linda, sua sposa novella. Il fatto che Paul spingesse per affidare l'incarico al suocero insospettì fortemente gli altri tre Beatles che pensarono avrebbe sicuramente favorito gli interessi del solo McCartney rispetto a quelli della band. Klein contattò Lennon dopo aver letto sui giornali della traballante situazione finanziaria dei Beatles. Astutamente propose a Lennon un accordo del tipo "soddisfatti o rimborsati": se avesse rimesso in sesto le finanze del gruppo, sarebbe diventato il loro nuovo manager, in caso contrario, egli non avrebbe chiesto alcun compenso per il lavoro svolto.
Dopo una riunione tenutasi nella suite di Klein al Dorchester Hotel, nella quale il manager impressionò Lennon con la profonda conoscenza dei suoi lavori (recitò a memoria il testo di molti dei suoi brani), con i suoi modi da "uomo della strada", e con il suo linguaggio informale, Lennon convinse George Harrison e Ringo Starr che Klein era l'uomo giusto per loro. McCartney, però, dissentì da questa tesi e si rifiutò sempre di firmare un accordo con Klein mandando su tutte le furie i suoi tre compagni di gruppo. Questo fondamentale disaccordo di fondo sul management dei Beatles portò infine allo scioglimento del gruppo stesso e alla citazione in giudizio in tribunale da parte di McCartney dei suoi tre ex amici e colleghi.
Nonostante le perplessità di McCartney, i primi provvedimenti presi da Klein nel 1969 furono incoraggianti. Egli rinegoziò il contratto dei Beatles con la EMI, garantendo loro le royalties più alte mai concesse ad un artista musicale fino ad allora. In cambio, la EMI ebbe facoltà di ristampare sotto forma di raccolte e compilation varie il materiale della band, cosa che Brian Epstein non aveva mai voluto permettere. Klein fece inoltre da supervisore alla pubblicazione del singolo di grande successo Something/Come Together, e alla risistemazione e pubblicazione del travagliato progetto Get Back/Let It Be (film ed album), portando Phil Spector in Inghilterra per lavorare sui nastri. Successivamente Klein irreggimentò la Apple Corps, ordinando l'installazione di un orologio marcatempo per fissare un orario di entrata ed uscita per i dipendenti, e facendo piazza pulita di tutti gli strambi individui che avevano circolato intorno ad essa con il benestare dei Beatles. Provocò le dimissioni dell'erratico "Magic Alex" e licenziò Alistair Taylor (vecchio amico di Epstein); inoltre chiuse la Zapple Records e la Apple Electronics, sottodivisioni della Apple, che erano entrambe in perdita cronica.

### Post-Beatles
Anche se non riuscì ad impedire lo scioglimento dei Beatles o a convincere Paul McCartney a fidarsi di lui, Klein rimase nel giro del gruppo. Aiutò Lennon e Yoko Ono nella lavorazione del loro film Imagine (fornendo inoltre, secondo quanto dichiarato dallo stesso Lennon, uno dei versi più velenosi rivolti a McCartney nella canzone-invettiva a lui diretta How Do You Sleep? presente nell'album Imagine), e aiutò anche George Harrison ad organizzare il Concert for Bangladesh. Fu a questo punto che la popolarità di Klein iniziò a calare anche agli occhi degli altri tre Beatles. Invece di contattare l'UNICEF prima del concerto per stabilire la quota di beneficenza da destinarsi, Klein attese di vedere i ricavi del concerto per prendere accordi, provocando anche un'inchiesta fiscale da parte del governo degli Stati Uniti d'America. Sebbene una quota fosse stata data subito in beneficenza, i ricavi maggiori destinati all'UNICEF rimasero "congelati" in un conto bancario fino alla fine degli anni ottanta per motivi mai ben precisati. Inoltre, Klein confidò a Harrison di aver sperato che Yōko Ono non si esibisse insieme al marito durante il concerto, causando il forte risentimento da parte di Lennon, che decise quindi di non partecipare al concerto. Nel 1974, per questo e per molti altri motivi, il risentimento di Lennon nei confronti di Klein era giunto a tal punto che il musicista arrivò a sferrargli un velato ma feroce attacco nella canzone Steel and Glass presente nel suo album solista Walls and Bridges. Nel 1979, Klein finì per essere condannato a due mesi di prigione per evasione fiscale derivante dalla vendita di copie promozionali dell'album triplo Concert for Bangladesh.

### Phil Spector
Negli anni ottanta Klein comprò i diritti della musica prodotta da Phil Spector, acquisendo i cataloghi completi della Philles Records e della Phil Spector International.

### ABKCO Films

#### The Stranger
Klein produsse una trilogia di spaghetti western scritti ed interpretati dall'attore Tony Anthony. I film Un dollaro tra i denti (A Stranger In Town) e Un uomo, un cavallo, una pistola (The Stranger Returns) furono distribuiti negli Stati Uniti dalla MGM. Una disputa contrattuale con la MGM circa l'ultimo capitolo della trilogia, The Silent Stranger, portò il film ad uscire nelle sale ben sette anni dopo la produzione effettiva. Klein ed Anthony collaborarono ancora per il film Blindman, che vedeva protagonista Ringo Starr nel ruolo di un bandito messicano. Klein fece anche un breve cameo nella pellicola, apparendo brevemente davanti alla cinepresa in un ruolo simile.

#### Collaborazione con Alejandro Jodorowsky
John Lennon, entusiasta dopo la visione del film di Alejandro Jodorowsky El Topo (1970), persuase Klein ad acquistare i diritti di distribuzione del prossimo film di Jodorowsky, La montagna sacra (1973). La collaborazione Jodorowsky-Klein si rivelò un successo artistico, ma i futuri progetti per un seguito non si concretizzarono mai.

### Il casoBittersweet Symphony
Nella loro celebre canzone Bittersweet Symphony, il gruppo rock britannico The Verve aveva campionato la versione orchestrale del brano dei Rolling Stones The Last Time eseguita all'epoca da Andrew Loog Oldham, i cui diritti erano di proprietà della ABKCO Industries di Klein. Prima dell'uscita del disco, i Verve negoziarono un accordo commerciale con Klein, che amministrava il catalogo delle vecchie composizioni degli Stones, in base al quale avrebbero potuto far uso del campionamento. Nel 1997, l'album dei Verve Urban Hymns riscosse un notevole successo salendo fino alla posizione numero 23 della classifica di Billboard. Iniziò quindi un'aspra battaglia legale promossa da Klein, che nonostante i pregressi accordi, costrinse i Verve a versare il 100% dei profitti derivanti dal brano alla ABKCO. Klein affermò che il gruppo aveva violato gli accordi utilizzando troppo apertamente il campionamento del brano degli Stones. Capitalizzando sul successo del brano, Klein diede il benestare alla concessione di Bittersweet Symphony alla Nike, per una serie di spot pubblicitari. Klein acconsentì inoltre all'utilizzo della canzone anche per un spot della casa automobilistica Vauxhall.

### Morte
Klein è deceduto a New York il 4 luglio 2009 dopo una lunga degenza dovuta alla malattia di Alzheimer.

## Nella cultura di massa
Nel film parodia sui Beatles All You Need Is Cash, il personaggio chiamato "Ron Decline", chiaramente ispirato a Klein, venne interpretato da John Belushi.